# Goodbye, Sarah Jane Smith
Goodbye, Sarah Jane Smith (Au revoir, Sarah Jane Smith) est le sixième et dernier épisode de la quatrième saison de la  série britannique de science-fiction The Sarah Jane Adventures. À ce jour, la série n'a jamais été diffusée en France.

## Accroche
Alors que Sarah Jane commence à montrer des symptômes de sénilité, une de ses voisines semble avoir pris la protection de la terre en main. Est-il temps pour elle de cesser de protéger la planète ?

## Distribution
- Elisabeth Sladen : Sarah Jane Smith
- Tommy Knight : Luke Smith
- Daniel Anthony : Clyde Langer
- Anjli Mohindra : Rani Chandra
- Alexander Armstrong : Mr. Smith
- John Leeson : K-9 Mark IV
- Mina Anwar : Gita Chandra
- Ace Bhatti : Haresh Chandra
- Julie Graham : Ruby White
- Eddie Marsan : Mr White

## Résumé

### Première partie
Mr Smith annonce à Sarah Jane qu'un météorite se dirige vers la Terre. Sarah Jane, Rani et Clyde se rendent sur les lieux de l'impact pour empêcher des germes pathogènes de s'échapper. Alors que Rani est sur le point de les désactiver, une autre femme détruit les germes avec un équipement similaire. La mystérieuse femme s'exclame qu'elle est en train de "sauver le monde" et disparaît. La voyant s'enfuir en moto, Clyde dira d'elle à Sarah Jane Smith : « Elle est exactement comme toi. »
De retour chez Sarah Jane Smith, l'équipe remarque que l'étrange femme, nommée Ruby White a récemment aménagé un peu plus bas dans Bannerman Road mais celle-ci se montre peu coopérative. Discutant de tout cela dans le grenier, Rani et Clyde sont témoins de moments d'absence chez Sarah Jane. Un peu plus tard ses mains se mettent à trembler et elle oublie le nom de K-9. 
Rani lui propose de prendre des vacances lorsqu'ils découvrent qu'une race mystérieuse connue sous le nom de Horde Noire est arrivée à Ealing et qu'ils ont verrouillé leur cible sur la maison de Sarah Jane. Sarah Jane les redirige vers un entrepôt abandonnée avant de donner une arme à Clyde. 
Quand ils y parviennent, Sarah Jane détecte trois extra-terrestres, des guerriers de la Horde Noire venus en éclaireurs. C'est à ce moment-là qu'une impulsion laser est tirée vers eux, forçant l'équipe à se cacher derrière l'épave d'une camionnette afin d'échapper aux tirs provenant des lances de la Horde Noire. Sarah Jane demande à Clyde de lui passer son bâton de rouge à lèvre sonique afin qu'ils puissent utiliser d'un dispositif d'"aveuglement", mais Clyde lui répond que, conformément à ses instructions, il a amené une arme à impulsion déchargée. En l'absence d'une solution de repli, ils se retrouvent tous à la merci de La Horde Noire. Avant qu'ils soient abattus, cependant, Ruby arrive à leur rescousse, porteuse de deux "brouilleurs" en forme de sphère qu'elle lance à Rani et Clyde, en sortant une plus grande de sa poche. Ils créent un champ de force triangulaire qui fait s'enfuir les guerriers. 
Devenue amicale, Ruby exprime son admiration pour le travail de Sarah Jane. De retour au grenier, Ruby explique qu'elle menait des recherches archéologiques, durant lesquelles elle a extrait "Mr White" (le nom de son boîtier d'intelligence portatif) d'un marécage en Nouvelle-Zélande. Plus tard, lors d'une discussion entre Sarah Jane et Ruby, Sarah Jane mentionne le Docteur, mais en vient presque à oublier son nom. Se pensant souffrante, elle demande à Mr Smith d'accomplir un "médi-scan" sur elle-même. Mr Smith lui dit qu'elle est très malade et qu'il n'y a pas de traitement. Sarah Jane se jugeant incapable de continuer sa mission offre à Ruby de prendre sa place. Celle-ci acceptant, elle lui donne le contrôle sur Mr Smith. 
Une fois cette opération effectuée, Ruby commence à se montrer bien plus ironique et se moque ouvertement de Sarah Jane. Troublée, Sarah Jane decide d'appeler Luke, mais Ruby refuse d'autoriser Mr Smith à lancer l'appel. Sarah Jane s'évanouit presque et est soutenue par qui la téléporte dans ce qu'elle appelle sa "cave secrète". Ici se trouve une large masse, que Ruby affirme être son estomac, qui veut se repaître de l'âme de Sarah Jane. Elle se révèle être une Qetesh, une race d'extra-terrestres qui survivent en dévorant l'âme des autres, responsable de la maladie de Sarah Jane dont la vie est « la plus excitante de cette planète ».
Ruby commence alors à drainer l'énergie du corps de Sarah Jane.

### Seconde partie
Ruby révèle à Sarah Jane son plan, consistant à surveiller les extra-terrestres, comme Sarah Jane avant elle, mais afin de les aider à piller la terre. 
Le lendemain, Rani et Clyde se rendent chez Sarah Jane et y rencontrent Ruby qui leur montre une vidéo de Sarah Jane lui remettant ses responsabilités. Prenant mal la nouvelle, Clyde rejette la faute sur Rani, qui court chez elle se répandre en larmes. 
Clyde retourne au grenier, et demande à Mr Smith où se trouve Sarah Jane. Mr Smith est incapable de répondre clairement, mais parvient à dire que Ruby est une menace. Hélas, celle-ci s'en aperçoit et téléporte Clyde dans une petite salle circulaire située dans l'espace. Cette salle était la prison de Ruby avant qu'elle n'en fasse son vaisseau. L'air se raréfiant, elle y enferme Clyde.
Rani tente de téléphoner à Clyde, mais ne peut le joindre. C'est alors qu'elle reçoit la visite de Luke et K-9. Ensemble, ils réussissent à comprendre que Ruby est originaire de Qetesh et que Mr White n'est en réalité qu'une console de jeu holographique assez sophistiquée pour leur faire croire à la chute de la météorite et à l'invasion extra-terrestre. 
Pendant qu'en orbite, Clyde souffrant du manque d'oxygène, laisse un dernier sur son téléphone portable, Rani monte au grenier et trouve Ruby en train d'examiner le rouge à lèvres sonique. Faisant diversion en lui parlant de la disparition de Sarah Jane, Rani réussit à se servir de son portable afin que K-9 puisse pirater Mr White. Ruby s'en rend compte, mais trop tard : Mr White piraté, K-9 parvient à ramener Clyde dans la pièce. Pointant une arme sur Ruby, il réussit à l'enfermer temporairement au sein d'un champ de force. 
Luke apparait via l'écran de Mr Smith et se confronte à Ruby, pendant que Clyde et Rani s'en vont délivrer une Sarah Jane affaiblie. Hélas, une fois dans la cave, ils se retrouvent acculés par l'estomac et par Ruby qui a l'intention de les dévorer. Luke accourt, et offre à Ruby une chance de quitter la  planète. Alors que Ruby n'écoute pas, il donne l'ordre à Mr White d'activer l'hologramme sur son téléphone. Dehors, des milliards de météorites semblent tomber du ciel. La terreur des habitants de la Terre dépasse les capacités de Ruby à absorber l'adrénaline. Son estomac se ratatine et renvoie la puissance en Sarah Jane. 
Les météores disparaissent, pour le plus grand soulagement de Gita et Haresh. Sarah Jane renvoie Ruby dans sa prison spatiale qui promet de faire souffrir la Terre en retour. Le verrou gravitationnel de la prison se désengage cependant et la prison est envoyée vers l'orbite du soleil. 
De retour à Bannerman Road, Sarah Jane range Mr White dans son coffre-fort, et tous repartent dans la Coccinelle jaune de Luke. 

## Continuité
- Gag récurrent de la série, Ruby demande à Sarah Jane pourquoi elle s'accompagne d'enfants, les mettant en danger.
- Sarah Jane commence à évoquer les évènements qu'elle a vécu avec Le Docteur dans l'épisode The Time Warrior (1973). De plus, Sarah Jane semble considérer qu'oublier l'existence du Docteur est l'un des signaux les plus alarmants de sa démence : « Comment ai-je pu oublier son nom ? »

## Production
Cet épisode fut le dernier à être produit et monté du vivant d'Elisabeth Sladen.